# Amayé-sur-Orne
Amayé-sur-Orne település Franciaországban, Calvados megyében. Lakosainak száma 1070 fő (2022. január 1.). Amayé-sur-Orne Avenay, Feuguerolles-Bully, Maizet, Mutrécy, Vieux és Laize-Clinchamps községekkel határos.

## Népesség
A település népességének változása:
| Lakosok száma | 257  | 732  | 722  | 945  | 993  | 985  | 1001 | 1046 | 1067 | 1070 |
|               | 1968 | 1982 | 1990 | 2006 | 2013 | 2015 | 2017 | 2019 | 2020 | 2022 |